# Dobryszyce (gemeente)
De gemeente Dobryszyce is een landgemeente in het Poolse woiwodschap Łódź, in powiat Radomszczański.
De zetel van de gemeente is in Dobryszyce.
Op 30 juni 2004 telde de gemeente 4169 inwoners.

## Oppervlakte gegevens
In 2002 bedroeg de totale oppervlakte van gemeente Dobryszyce 51,1 km², waarvan:
- agrarisch gebied: 74%
- bossen: 16%

De gemeente beslaat 3,54% van de totale oppervlakte van de powiat.

## Demografie
Stand op 30 juni 2004:
| Omschrijving                   | Totaal | Totaal | Vrouwen | Vrouwen | Mannen | Mannen |
| ------------------------------ | ------ | ------ | ------- | ------- | ------ | ------ |
| eenheid                        | aantal | %      | aantal  | %       | aantal | %      |
| inwoners                       | 4169   | 100    | 2104    | 50,5    | 2065   | 49,5   |
| bevolkingsdichtheid (inw./km²) | 81,6   | 81,6   | 41,2    | 41,2    | 40,4   | 40,4   |

In 2002 bedroeg het gemiddelde inkomen per inwoner 1352,22 zł.

## Administratieve plaatsen (sołectwo)
Blok Dobryszyce, Borowa, Borowiecko, Dobryszyce I, Dobryszyce II, Galonki, Rożny, Ruda, Wiewiórów, Zalesiczki, Zdania, Żaby.

## Aangrenzende gemeenten
Gomunice, Kamieńsk, Kleszczów, Lgota Wielka, Ładzice, Radomsko, Radomsko